# Le Manou
Le Manou, artiestennaam van Manou Maerten, is een Belgische singer-songwriter uit Durbuy. Met haar nummer Fille à papa nam ze in 2025 deel aan Eurosong, de Belgische preselectie voor het Eurovisiesongfestival.

## Carrière
Op jonge leeftijd begon Manou al met optreden. In 2009 deed ze op dertienjarige leeftijd mee aan de tweede reeks van Zo is er maar één - De cup. Daar zong ze het nummer Voor haar van Gene Thomas, waarmee ze de finale bereikte. In die finale behaalde ze uiteindelijke de tweede plaats.
Hetzelfde jaar was ze ook te zien in Junior Eurosong, de Belgische preselectie voor het Junior Eurovisiesongfestival. Met het nummer Comment faire eindigde ze net achter de winnares, Laura Omloop.
In 2013 nam Manou opnieuw deel aan een talentenjacht, deze keer in The Voice Belgique, de Waalse versie van The Voice van Vlaanderen. Hier bereikte ze de laatste acht, waar ze gecoacht werd door Natasha Saint-Pier.
Na haar deelname aan verschillende talentenjachten bleef Manou niet stilzitten. Ze behaalde haar Master-diploma in Muziekproductie aan het Conservatorium van Gent en begon haar soloproject onder de naam Le Manou. Haar muziek richt zich vooral op Franstalige pop- en housemuziek. Haar eerste single, ELLE, werd in 2016 uitgebracht en betekende het begin van haar carrière als solo-artiest. Ook werkte ze samen met Stromae en zong ze samen met hem het nummer Carmen tijdens een radio-uitzending.
In 2018 volgde een EP met meerdere nummers. Er werden ook verschillende losse singles uitgebracht, zoals Boule Disco. De videoclip voor dit nummer werd al meer dan 55.000 keer bekeken op YouTube.
In 2025 nam ze deel aan Eurosong met het nummer Fille à papa. Ze eindigde uiteindelijke als achtste.

## Privéleven
Manou is samen met Domien Cnockaert, met wie ze een eigen studiocomplex heeft in Durbuy. Hier namen onder meer Camille en Niels Destadsbader al nummers op.